# 湯普遜山
81°50′S 159°48′E / 81.833°S 159.800°E
湯普遜山（英語：Thompson Mountain）是南極洲的山峰，位於奧次地，屬於測量員山脈的一部分，處於麥凱羅山以南9公里，海拔高度2,350米，由新西蘭的探險隊命名，該山峰現時由南極條約體系管理。